# Animal aquático

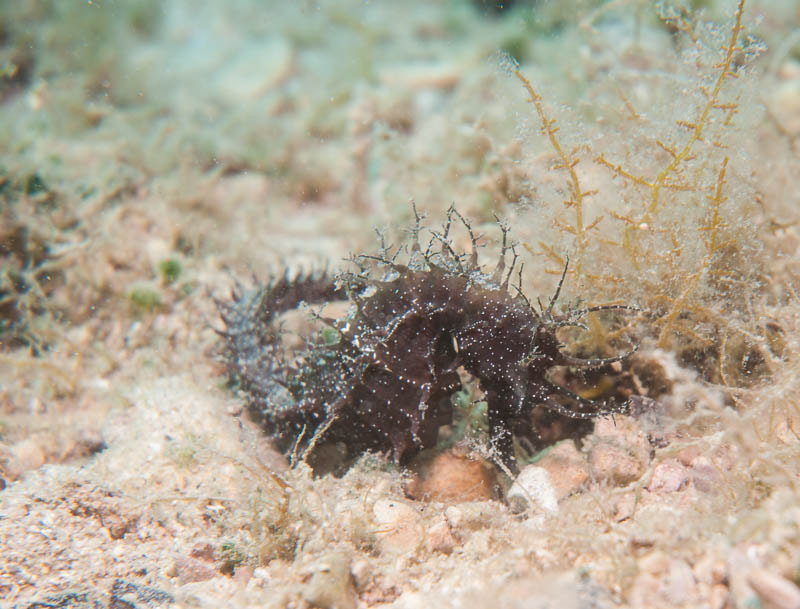
Hippocampus é um gênero de peixes ósseos, pertencente à família Syngnathidae, de águas marinhas temperadas e tropicais que engloba as espécies conhecidas pelo nome comum de cavalo-marinho.

Um animal aquático (ou animal marinho, referido assim quando relacionado ao mar) é um animal que vive na água. A maioria dos peixes, crustáceos, celenterados e esponjas, são animais aquáticos.
O termo "animal aquático" pode ser aplicado a mamíferos aquáticos ou marinhos tal como os da ordem Cetacea (baleias), que não podem sobreviver em terra. Alguns mamíferos de quatro patas como a lontra (subfamília Lutrinae, da família dos Mustelídeos) e os castores (família Castoridae), têm adaptações para a vida aquática, mas vivem habitualmente em terra.
Existem também aves aquáticas que nadam ou mergulham na água, como as gaivotas (família Laridae), pelicanos (família Pelecanidae) e albatrozes (família Diomedeidae), e a maioria dos Anseriformes (patos, cisnes e gansos).
Os animais aquáticos (especialmente os animais de água doce) são muitas vezes de especial interesse para os conservacionistas devido à fragilidade de seus ambientes. Os animais aquáticos estão sujeitos à pressão de sobrepesca, pesca destrutiva, poluição marinha e alterações climáticas.
A vida aquática é muito rica e diversificada. Os animais aquáticos não se resumem apenas aos peixes. Podemos encontrar uma grande variedade de insetos, moluscos, anfíbios, répteis e muitos outros tipos de animais vivendo em ambientes aquáticos.
Essa riqueza de espécies é possível graças ao ecossistema aquático, que se mostra como um ambiente extremamente rico e complexo, que supre as necessidades alimentares, de respiração e reprodução de muitos animais. Um exemplo disso é que os ambientes aquáticos são repletos de fitoplancton (microalgas) e zooplancton (micro animais), que são alimentos potenciais para diversos peixes, que, por sua vez, são a base da alimentação de mamíferos aquáticos, cobras e aves.
Entre os animais aquáticos que vivem no mar, podemos destacar os cavalos-marinhos, arraias, tartarugas, tubarões, moreias, golfinhos e baleias. Cada espécie aquática passou por adaptações ao longo de séculos de evolução, a fim de sobreviver, se alimentar e se reproduzir na água.
Muitos animais vivem na água-doce também, por exemplo outras espécies de tartarugas, carpas, tralhotos, botos e peixes em geral.
Existem animais que vivem principalmente na água, preferem a água e ficam quase o tempo todo na água, mas também conseguem viver fora dela. É o caso do castor, da ariranha e da lontra.

## Animais marinhos em extinção
Algumas espécies de baleias, golfinhos, tubarões, peixes bois, botos do mar. Criaturas marinhas facilmente encontradas nos oceanos. Mas talvez não por muito tempo. A ameaça de extinção há muito saiu das superfícies terrestres, hoje os seres vivos que habitam nas águas também têm que conviver com esse risco. Ameaçadas pela poluição casa vez maior dos oceanos e pela perseguição implacável do ser humano, elas seguem nadando na luta pela sobrevivência.